# Lopingien
Stratigraphie
Guadalupéen Trias inférieur
Trias
Le Lopingien /lopiŋjẽ/ est la plus récente des séries ou époques géologiques du Permien et de l'ère paléozoïque. Elle s'étend de 259,51 ± 0,21 à 251,904 ± 0,024 millions d'années. Elle doit son nom à la ville chinoise de Loping.

## Dénomination
La série du Lopingien doit son nom à Ferdinand von Richthofen qui la désigna pour la première fois en 1883 comme « série houillère de Loping » (乐平) dans la province méridionale de Jiangxi en Chine. Il ne désignait toutefois ainsi qu'une unité lithostratigraphique. Amadeus Grabau, le pionnier de la stratigraphie chinoise, reprit l'idée en 1931, mais comme « série de Loping ». Il  ensuite été défini par un groupe de scientifiques dont Jin Yugan comme une série chronostratigraphique.

## Délimitation et point stratotypique
| Période     | Époque        | Étage         | Âge (Ma)       |
| ----------- | ------------- | ------------- | -------------- |
| Trias       | inférieur     | Induen        | plus récent    |
| Permien     | Lopingien     | Changhsingien | 251,902–254,14 |
| Permien     | Lopingien     | Wuchiapingien | 254,14–259,51  |
| Permien     | Guadalupien   | Capitanien    | 259,51–264,28  |
| Permien     | Guadalupien   | Wordien       | 264,28–266,9   |
| Permien     | Guadalupien   | Roadien       | 266,9–273,01   |
| Permien     | Cisuralien    | Koungourien   | 273,01–        |
| Permien     | Cisuralien    | Artinskien    | –290,1         |
| Permien     | Cisuralien    | Sakmarien     | 290,1–293,52   |
| Permien     | Cisuralien    | Assélien      | 293,52–298,9   |
| Carbonifère | Pennsylvanien | Gzhélien      | plus ancien    |

La base de la série du Lopingien (donc de celle du Wuchiapingien) est définie comme la première couche où apparaissent les fossiles de la sous-espèce de conodontes Clarkina postbitteri postbitteri. Elle se termine par la couche où apparaissent les fossiles de l'espèce de conodontes Hindeodus parvus et la fin de l'anomalie négative de l'isotope Carbone 13 (δ13C) qui suit le pic de l’extinction Permien-Trias. Le point stratotypique mondial du Lopingien est la coupe de Penglaitan, le long du fleuve Hongshui, à environ 20 km à l’est du chef-lieu de la province de Guangxi, Laibin (23° 41′ 43″ N, 109° 19′ 16″ E).

## Subdivisions
Le Lopingien se décompose en deux étages, :
- le Changhsingien (254,14 ± 0,07 - 251,904 ± 0,024 Ma)
- le Wuchiapingien (259,51 ± 0,21 - 254,14 ± 0,07 Ma)

## Paléoclimat et paléoécologie
À cette époque, le monde était chaud et aride. Il y avait un continent unique, la Pangée, qui présentait en son centre le plus vaste désert de tous les temps.

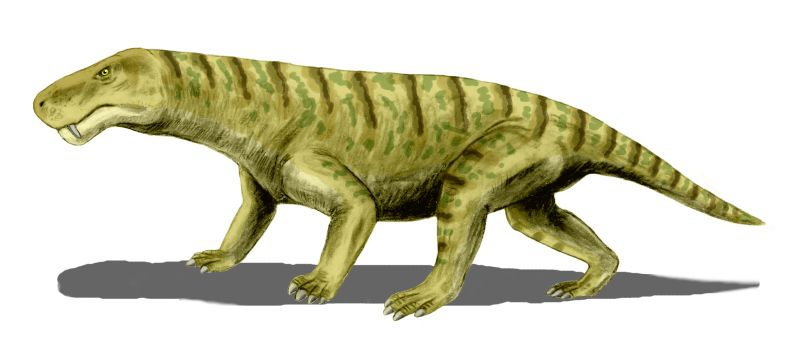
Vue d'artiste de Inostrancevia, un gorgonopsien du Permien supérieur de Russie.

 L'époque avait débuté avec l'extinction des thérapsides dinocéphaliens, alors dominants, et des nombreux pélycosaures restants. Ils ont été remplacés par des thérapsides plus petits, les gorgonopsiens, thérocéphaliens et les cynodontes. D'autres animaux, comme les paréiasaures ont remplacé les dinocéphaliens herbivores. De nombreux animaux de plus petite taille, tétrapodes et insectes, vivaient sur le continent. La vie marine était abondante. 
Le Lopingien s'est terminé par la plus grande extinction massive qu'ait connue la terre. Elle a affecté 90 % des espèces marines et 75 % des espèces terrestres mettant un terme à l'ère Paléozoïque.